# Chemin de fer transiranien
Pour l'opérateur national, voir Transport ferroviaire en Iran
Le chemin de fer transiranien est un projet majeur de construction ferroviaire commencé en 1927 et terminé en 1939, sous la direction du monarque persan (iranien) Reza Shah. Le but était de construire un réseau ferroviaire joignant la capitale Téhéran au golfe Persique et à la mer Caspienne. Le chemin de fer transiranien a été entièrement construit à l'aide de capitaux iraniens. Il mesure 1394 km de long et traverse 4 700 ponts et 224 tunnels.
La première ligne passe le long de hautes chaînes de montagnes, et des entreprises de construction internationales ont été très impliquées dans la construction. Des gradients allant de 1 à 36 sont nécessaires, en plus des techniques d'ascension de colline comme la spirale.
Durant la Seconde Guerre mondiale, cette ligne devient un axe stratégique pour ravitailler l'URSS en guerre (Lend-Lease). Une opération conjointe des britanniques et des soviétiques, visant à protéger cette ligne des visées des forces de l'Axe, aboutit à l'Invasion anglo-soviétique de l'Iran entre le 25 août et le 17 septembre 1941.
Le chemin de fer transiranien est inscrit sur la liste du patrimoine mondial par l'UNESCO le 25 juillet 2021.

## Histoire du chemin de fer trans-iranien sous les Qadjars
Les plans initiaux pour la construction d'un chemin de fer en Iran datent du règne de Nasser-el-Din Shah. Cependant, l'Iran (la « Perse » à l'époque) au XIXe siècle se trouvait dans un conflit d'intérêts entre l'Empire russe qui voulait conserver une exclusivité de présence autour de la mer Caspienne et donc surveillait le nord de la Perse, et la Grande-Bretagne qui voulait éviter un conflit d'intérêts entre la Perse et les colonies de l'Inde britannique.

## Contexte à l'époque de la construction
Après l'arrivée au pouvoir de Reza Chah Pahlavi, en 1921-1925, la construction d'un chemin de fer fut une des priorités nationales, en même temps qu'un important investissement sujet au parlement, dans un programme d'industrialisation indispensable. La construction du chemin de fer devait aller de pair avec la construction des routes de transport en Iran, liés aux besoins d'un pays moderne.
La Grande-Bretagne tenta de l'empêcher, mais ne repoussant pas totalement l'idée : un chemin de fer d'est ou ouest plutôt que du nord au sud, permettant surtout de faire la liaison entre le protectorat du royaume d'Irak et le Raj britannique, ce qui avait fait défaut aux britanniques pendant la Première Guerre mondiale. Mais Reza Chah privilégia la solution nord-sud qu'il trouvait économiquement plus intéressante : surtout parce que le gouvernement avait décidé que ce grand projet serait entièrement financé par le pays, sans recours à l'emprunt étranger, multiplié par les parlements et les gouvernements successifs à l'époque des Qâdjars. Le gouvernement s'en donna les moyens : de petits impôts supplémentaires sur le sucre (+ 2 rials/3 kg) et le thé (+ 6 krans/3 kg) firent leur apparition. De plus ces produits avaient été nationalisés auparavant. Ces mesures relaxèrent l'économie iranienne qui put s'occuper de projets de développement pour la Perse. Elles permirent notamment au pays de s'offrir le projet, qui tenait à cœur à l'empereur.

## Construction 1925-1938

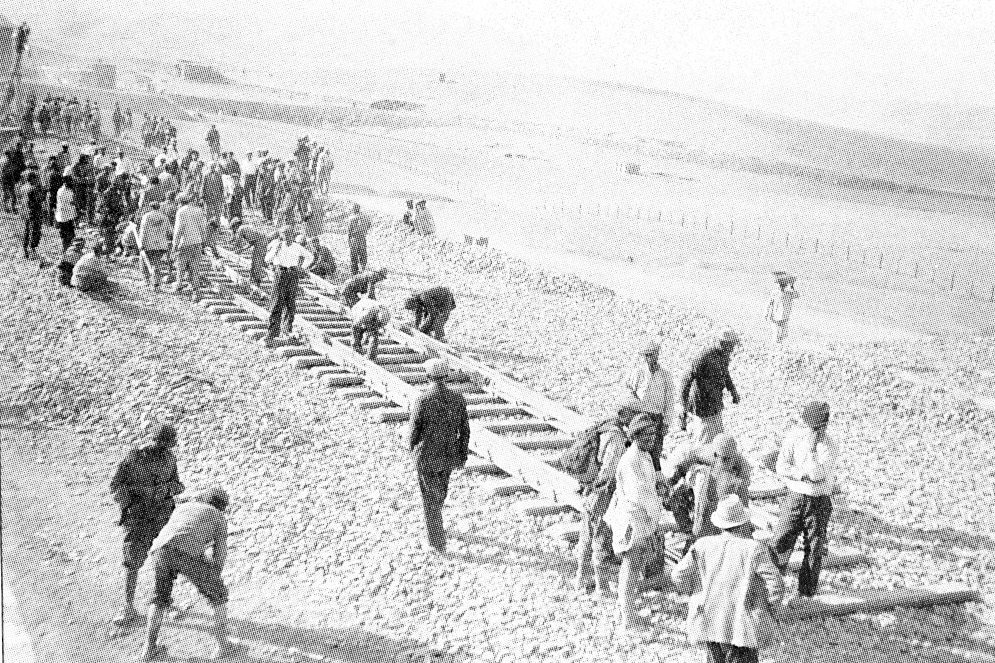
Construction de la voie de chemin de fer Trans-Iranien, 1926

### Aspect législatif
Pour construire la première section du chemin de fer, reliant le Golfe Persique à la Mer Caspienne, la société américaine Henry & Company Ulen fut approchée et signa un contrat de construction. La planification de la construction du chemin de fer se révéla difficile de par les défis que les ingénieurs avaient à relever : de nombreux déserts, ainsi que des plateaux extrêmement inclinés, sans parler de l'hostilité du climat et du reste du relief. Dans le sud, la ligne de train atteint parfois le niveau de la mer, tandis qu'à son point le plus élevé,à Arak, elle se trouve à 2200 mètres au dessus du niveau de la mer. Un total de 230 tunnels et 4100 ponts et ponceaux devaient être construits.

### Première phase
En avril 1928, l' Iran a commandé la première section du chemin de fer au Syndicat versez Chemins de Fer en Perse, américano-allemand. Cela se composait du côté américain de la société Henry Ulen & Company et de l' allemand Consortium pour Bauausführungen en Perse. Dans le Konsortium Bauausführungen en Perse on trouvait Julius Berger Konsortium, basé à Berlin, Philipp Holzmann AG, Frankfurt am Main, et Siemens Bauunion GmbH, de Berlin, lesquels ont uni leurs forces.

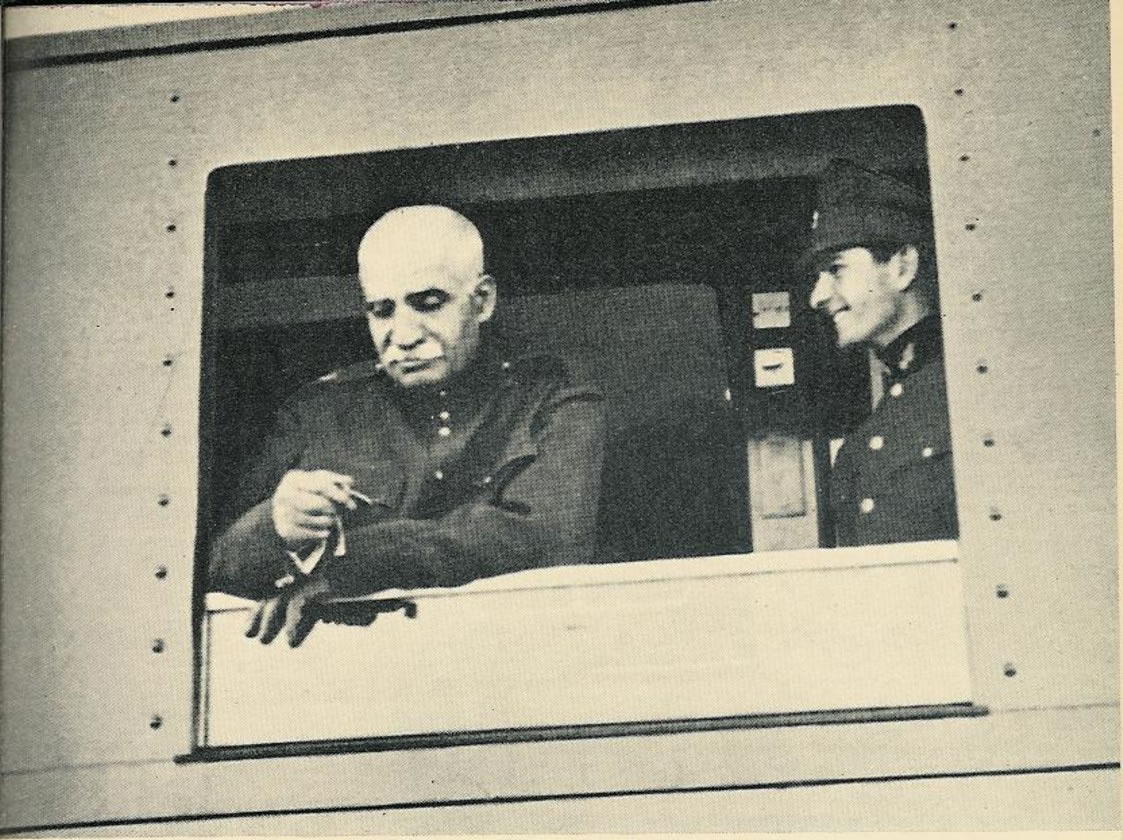
Reza Chah et son fils Mohamma Reza à bord de la voiture du chah sur le chemin de fer Trans-Iranien

La partie sud de la ligne a été construite par les Américains, et le consortium allemand a construit 128 km route de Bandar-e Shah (aujourd'hui Bandar Torkaman) sur la mer Caspienne à Shahi, aujourd'hui Qaem Shahr. Les télécommunications et des véhicules ont été importés d'Allemagne, le ciment et les pistes de l' Union soviétique. En 1931, les sections sont livrées prêtes. Pour le règlement de ces deux sections, le coût de l'ensemble est évalué en fonction du nombres de lignes.
À la fin de 1929, la construction de ces premières sections était si avancé que Reza Shah Pahlavi vint voir personnellement. En octobre 1929, il a emprunté le train pour voyager sur la route du nord entre Bandar-e Gas et Sari, ce qu'il accomplit. Puis il voulait voyager dans la section sud. Il a voyagé en décembre 1929 sur la partie de Dezful à Bandar Shahpur. Le voyage suivant commença le 10 janvier 1930 et pris fin de façon catastrophique : Après de fortes pluies, la voiture-salon du Chah dérailla à cause du chemin de fer trempé. Le roi utilisa alors une autre voiture, qui se trouvait plus loin. La deuxième locomotive continua le trajet, mais dérailla alors qu'elle avait presque atteint sa destination, devant les yeux du monarque à nouveau. Le voyage se termina sous une pluie battante - les rues étaient impraticables - dans Ahwaz où le Shah resta bloqué jusqu'au 25 janvier. Le gouvernement persan versa ensuite la grande partie de leurs paiements à Henry Ulen & Company. Une demande de paiement final de leur part n'eut aucun effet, mais le gouvernement persan a confisqué environ 90 % des chemins de fer réalisés, le 15 mai 1930. La gauche américaine s'intéressa au sujet. Le Syndicat versez Chemins de Fer en Perse germano-américain, à une conférence à Bad Kissingen, résolu ultérieurement le conflit.
Le consortium allemand a ensuite reçu l'ordre supplémentaire - à partir de la route du Nord, déjà terminée - l'autre planification, au Sud. Ce parcours de 590 km se basa sur des images aériennes, mesurées à 310 kilomètres du sol par géodésie.

### Achèvement

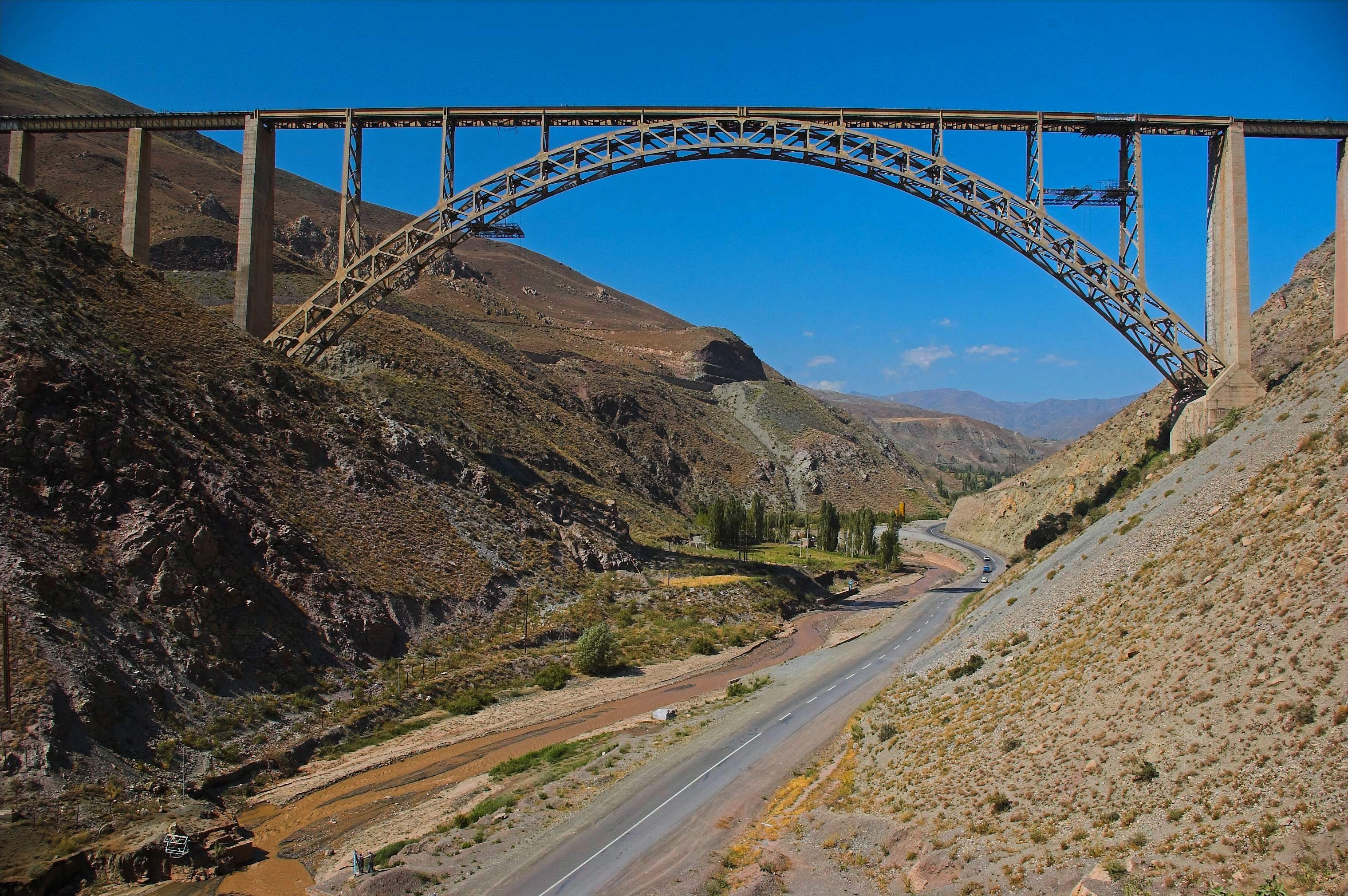
Pont aérien aux environs de Khoy, au nord du tracé du chemin de fer transiranien

Le côté allemand espéra que la section sud se matérialisera. Le gouvernement iranien poursuit indépendamment le projet qui rehausse le prestige national, tout en utilisant toujours des ingénieurs étrangers. Mais il a été constaté que ce type d'organisation de projet resterait retardé pour finir les 1000 km de voie à finir. Pour cette raison, la poursuite des travaux de planification en 1933 est attribuée à un consortium dano-suédois dirigé par la société Kampsax. Le contrat avec Kampsax stipule que la construction du tronçon restant du chemin de fer Trans-Iranien doit être achevé en six ans. Kampsax a été sélectionné sous la direction de Reza Shah après avoir fait rapport sur la faisabilité de la construction d'une ligne de chemin de fer de 1000 km de long ; Kampsax avait déjà travaillé en terrain montagneux en Turquie et était convaincu des capacités des ingénieurs. L'équipe de gestion qui a repris le projet était composée le cofondateur de Kampsax, l'ingénieur danois Jørgen Saxild. Kampsax a dirigé la planification du projet, et le travail d'enquête lié à la planification de l'itinéraire et à la supervision de la construction. La construction des sections individuelles et la construction du système de signalisation et des stations ferroviaires a été attribué à un certain nombre d'entreprises de construction européennes en tant que d'autres entreprises sous-traitant pour Kampsax. Dans le tronçon nord de Téhéran ce furent principalement les entreprises italiennes qui furent employées, notamment Impresit qui possédait l'expérience nécessaire dans le forage de tunnels. La construction de routes sur un terrain montagneux nécessita 251 grands et 4000 petits ponts et 245 tunnels d'une longueur totale de 80 km. En plus des ingénieurs étrangers, 55 000 travailleurs qualifiés iraniens ont été impliqués dans la construction du chemin de fer. La commande reste dans ses objectifs, ne nécessitant pas d'autres fournitures financières, et faisant désormais appel à des sociétés allemandes, notamment pour la construction des bâtiments de la station de Téhéran. Kampsax présente finalement le nouveau circuit après 5 ans et 4 mois, plus tôt donc que convenu contractuellement, de sorte que l'inauguration a déjà été célébré le 26 août 1938.
Le chemin de fer reliait la ville de Bandar-e Shapur (maintenant Bandar-e Emam Khomeyni) dans le golfe Persique avec Bandar-e Shah (maintenant Bandar Torkaman) dans le nord, par l' intermédiaire d' Ahwaz, Qom et Téhéran. Elle a été vue en Iran comme un succès majeur de la politique de construction de Reza Shah, parce qu'il a fourni la preuve qu'un projet d'infrastructure gigantesque comme avec ses propres ressources était possible.

## Fonctionnement

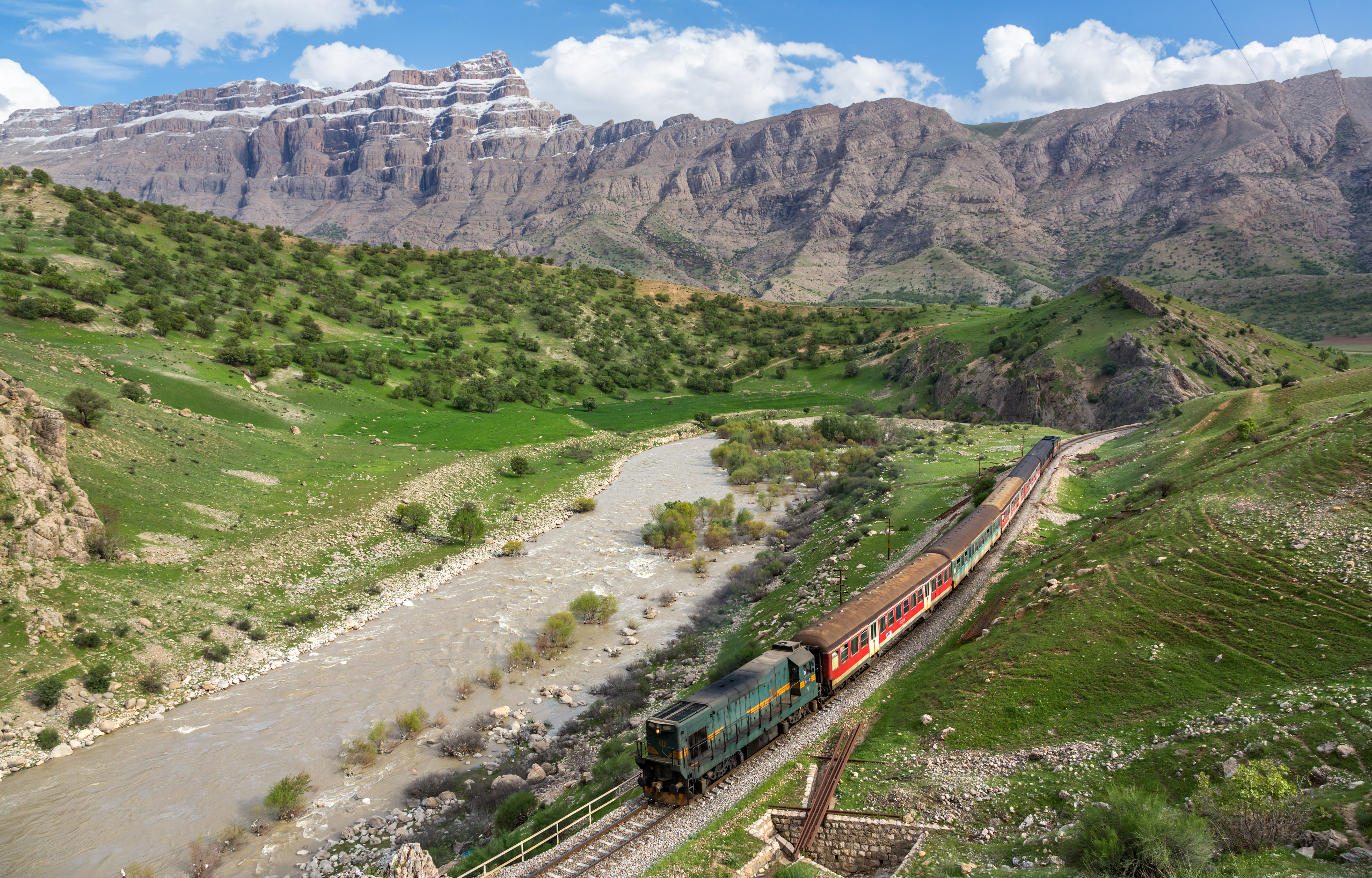
Une liaison locale avec une locomotive RAI 40-012 entre Sepid Dasht et Doroud sur la ligne du chemin de fer transiranien. Avril 2016.

Pour le fonctionnement du chemin de fer, 65 locomotives étaient des locomotives à vapeur achetées en Allemagne. 24 de la série 41.11 de la Friedrich Krupp AG ; 16 séries de 41.35 Henschel et neuf séries 41.51 de la Maschinenfabrik Esslingen. Les 16 locomotives restantes provenaient de Henschel et étaient de classe 51.01. 10 autres locomotives qui avaient été utilisées dans la construction des chemins de fer furent réutilisées. Comme le train de la construction de locomotives 10 exemplaires de cinq coupleurs de Type d'été Série autrichienne 80 furent acquises.
La formation des ingénieurs des chemins de fer iraniens, qui ont pris en charge l'exploitation de la bande après l'ouverture de façon indépendante, réalisée à l'École centrale Reichsbahn en Kirchmöser dans le Brandebourg.